# 筑波大学附属視覚特別支援学校
筑波大学附属視覚特別支援学校（つくばだいがくふぞく しかくとくべつしえんがっこう、英: Special Needs Education School for the Visually Impaired, University of Tsukuba）は、東京都文京区目白台に所在する国立特別支援学校（盲学校）。国内で唯一の国立視覚特別支援学校（盲学校）である。

## 概要
1875年（明治8年）5月22日、慶應義塾初代塾長古川正雄（会頭）の発案により、津田仙、中村正直、岸田吟香（書記）、ボルシャルト、ヘンリー・フォールズがフォールズ宅で集まり、盲人学校を設立するための主体「楽善会」が発足。翌年、前島密、小松彰、杉浦譲、山尾庸三が加わっている。1884年（明治17年）、聾唖者の教育も受け入れることとなり訓盲唖院と改称、1886年には楽善会から文部省に移管されて官立学校となり、1888年（明治21年）に東京盲唖学校と改称された。1909年（明治42年）、盲唖分離が実現し現在地（東京都文京区目白台3丁目27番6号）に東京盲学校が設立。戦後の学制改革では、国立学校の数を減らすことが意図され、東京教育大学の附属学校の一つとなる。筑波大学の設立に伴い1978年に筑波大学附属盲学校に、さらに2007年には従来の「特殊教育」といった呼称などを廃し「特別支援学校」の名を冠する文部省の方針から、筑波大学附属視覚特別支援学校に名称が変更されている。
幼稚部、小学部、中学部、高等部（普通科・音楽科・専攻科（鍼灸手技療法科
・鍼灸手技療法研修科・理学療法科・音楽科））を設置している。1886年（明治19年）4月以来、寄宿舎を設置し、中学部・高等部からは、全国から生徒を募集している。
また、幼稚部、小学部の入学試験は行われず、全員が入学できる。児童は、寄宿舎に入ることができないため、全員が通学生である。

## 教育
全盲児童・生徒には点字を使用、弱視児童・生徒には主として普通文字を使用して学習を進めている。全盲児童・生徒のために工夫された様々な教材・教具を活用して学習を進めている。

### 幼稚部
3歳から5歳児までの在籍幼児に加え、0歳児から2歳児段階の乳幼児と家族のための育児学級を設けている。

### 小学部
盲弱学級と特別学級を設置している。盲弱学級と特別学級との合併の時間を設けたり、個別指導を行ったりすることもある。
卒業生のほとんどは本校および公立の盲学校へ進学している。なお、本校中学部への連絡入学の制度は現在のところ設けられていない。

### 中学部
中学校に準じた普通教育を行っている。障害の特性に合わせて学習を進め、生活範囲を広げるために、通常の中学校にはない自立活動という授業もある。
学習場面では、点字使用生徒と墨字使用生徒のグループに分かれ、障害に応じた配慮のもとにきめ細かい指導を行っている。
生徒が全国各地から集まっているため、中学部の半数以上は寄宿舎生活を送っている。高等部普通科および音楽科への推薦入学の制度があり、一定の基準を満たした生徒はこの制度を利用して進学することができる。卒業後の進路は、本校または、公立特別支援学校（盲学校）高等部へ進学する生徒が大半を占めているが、それ以外の学校に進む生徒も若干いる。

### 高等部普通科
高等学校に準じた普通教育を行っている。卒業生は、7～8割は一般の大学、2～3割は専攻科等に進学している。

### 高等部音楽科・専攻科音楽科
全国でも数少ない視覚障害者の音楽の専門教育機関であり、130年以上の歴史をもつ。
器楽専攻、声楽専攻、作曲専攻からなる。
専攻科音楽科については、1997年度より入学者の年齢制限を撤廃されている。

### 高等部専攻科
高等学校を卒業した生徒を対象としている。
- 鍼灸手技療法科 - 3年の職業課程。視覚に障害のある者が学ぶ、あん摩マッサージ指圧師、はり師、きゅう師を養成する。
- 理学療法科 - 3年の職業課程。有能な理学療法士の養成を目標としている。

### 社会人・留学生の受け入れ
鍼灸手技療法では、あん摩マッサージ指圧師、はり師、きゅう師のすべての免許を有する視覚障害者に、より深く理療を学ぶための1年課程である研修科を設置している。
高等部専攻科鍼灸手技療法科には各学年2名ずつの留学生枠を設け、インドネシア、キルギス、ミャンマーなどアジア近隣国からの視覚に障害のある留学生を受け入れるとともに、視覚障害者の職業教育支援の一環として、インドにおけるあん摩マッサージ等の職業教育支援事業を数年にわたり、展開している。
また、世界各国からの研修や見学なども日常的に受け入れている。

## 施設
校舎は鉄筋4階建てで、階段は4箇所。
このほか、敷地内には寄宿舎、体育館、プール、グラウンドなどがある。

## 沿革
- 1875年（明治8年）5月22日に慶應義塾初代塾長古川正雄により発案、津田仙、中村正直、岸田吟香、ボルシャルト、ヘンリー・フォールズの6名が、フォールズ宅で訓盲のことについて話し合ったのが楽善会の発足である。会頭古川正雄、書記岸田吟香。翌年、前島密、小松彰、杉浦譲、山尾庸三が加わっている。
- 1876年 楽善会訓盲院として設立。
- 1879年 築地に校舎が完成。
- 1887年 東京盲唖学校と改称。
- 1891年 小石川区指ケ谷町（現・文京区白山2丁目）に新校舎。
- 1910年 東京盲学校として現在地に移転。10月15日に開校式を挙行[1]。
- 1937年 ヘレン・ケラーが来校。
- 1948年 東京教育大学国立盲教育学校・同附属盲学校となる。
- 1951年 東京教育大学教育学部特設教員養成部（盲教育部）･同附属盲学校となる。
- 1973年 東京教育大学附属盲学校に名称変更。
- 1976年 創立100周年記念式典。
- 1978年 筑波大学附属盲学校に名称変更。
- 1996年 創立120周年記念・寄宿舎落成記念式典。
- 2007年 「筑波大学附属盲学校」は通称とし、筑波大学附属視覚特別支援学校に改称。

## 著名な教員および卒業生（東京盲学校時代を含む）
校長
- 小西信八
- 町田則文

教員
- 奥村三策
- 小川源助
- 富岡兵吉
- 宮城道雄

出身者
- 今関秀雄（盲学校教師、大日本盲人会会長）
- 岩橋武夫（日本盲人会連合会長）
- 熊谷鉄太郎（牧師）
- ヴァスィリー・エロシェンコ（作家、詩人）
- 栗原光沢吉（盲学校教師）
- 鳥居篤治郎（日本盲人会連合会長、ヘレン・ケラー賞受賞）
- 中村京太郎（編集者、ヘレン・ケラー賞受賞）
- 久本玄智（作曲家、東京教育大学教授）
- 平方龍男（鍼灸臨床家）
- 宮下秀冽（箏曲家）
- 辻井伸行（ピアニスト）
- 福島智（バリアフリー研究者、東京大学先端科学技術研究センター教授、世界で初めて常勤の大学教員となった盲ろう者）
- 広瀬浩二郎（文化人類学者）
- 塩谷靖子（声楽家、エッセイスト）
- 長谷川きよし（シンガーソングライター）
- 立道聡子（シンガーソングライター）
- 北田康広（バリトン歌手、ピアニスト）
- 青木陽子（日本語教師）
- 河合純一（元男子競泳選手、日本障がい者スポーツ協会日本パラリンピック委員会委員長）
- 秋山里奈（女子競泳選手、2004年アテネパラリンピック銀メダリスト、2012年ロンドンパラリンピック金メダリスト）
- 木村敬一（男子競泳選手、パラリンピックメダリスト、ロンドンパラリンピック銀1銅1、2016年リオデジャネイロパラリンピック銀2銅2、2020年東京パラリンピック金1銀1）
- 若杉遥（ゴールボール女子日本代表、ロンドンパラリンピック金メダリスト、リオデジャネイロパラリンピック代表）
- 小野智華子（女子競泳選手、広州2010年アジアパラ競技大会金メダリスト、ロンドンパラリンピック代表）
- 天摩由貴（女子陸上競技選手、ゴールボール選手、陸上でロンドンパラリンピック日本代表、ゴールボールでリオデジャネイロパラリンピック・東京パラリンピック代表）
- 永井崇匡（柔道家、2018年アジアパラ競技大会銅メダリスト、東京パラリンピック日本代表）
- 高橋利恵子（女子ゴールボール選手、2020年東京パラリンピック銅メダリスト）

## 関連校
- 東京教育大学
- 筑波大学
  - 筑波大学附属小学校
  - 筑波大学附属中学校・高等学校
  - 筑波大学附属駒場中学校・高等学校
  - 筑波大学附属坂戸高等学校
  - 筑波大学附属聴覚特別支援学校
  - 筑波大学附属大塚特別支援学校（知的障害）
  - 筑波大学附属桐が丘特別支援学校（肢体不自由）
  - 筑波大学附属久里浜特別支援学校（自閉症）

## 文献
- 栗原光沢吉『大正の東京盲学校』あずさ書店、1986年、ISBN 4-900354-07-4
- 『官報』